# 陸前谷地駅
陸前谷地駅（りくぜんやちえき）は、宮城県遠田郡美里町北浦谷地にある、東日本旅客鉄道（JR東日本）陸羽東線の駅である。かつては当駅に停車しない普通列車があった。

## 歴史
- 1960年（昭和35年）8月13日：日本国有鉄道の駅として開業[3][4]。気動車の旅客のみを取り扱う駅員無配置駅[5]。
- 1987年（昭和62年）4月1日：国鉄分割民営化により、JR東日本の駅となる[3]。
- 2016年（平成28年）3月26日：ICカード「Suica」の利用が可能となる[6]。
- 2024年（令和6年）10月1日：えきねっとQチケのサービスを開始[1][7]。

## 駅構造
単式ホーム1面1線を有する地上駅である。駅舎は待合室兼用の、木造モルタル外壁の簡易なものである。
小牛田統括センター（小牛田駅）管理の無人駅で、待合室に簡易Suica改札機と乗車駅証明書発行機が設置されている。

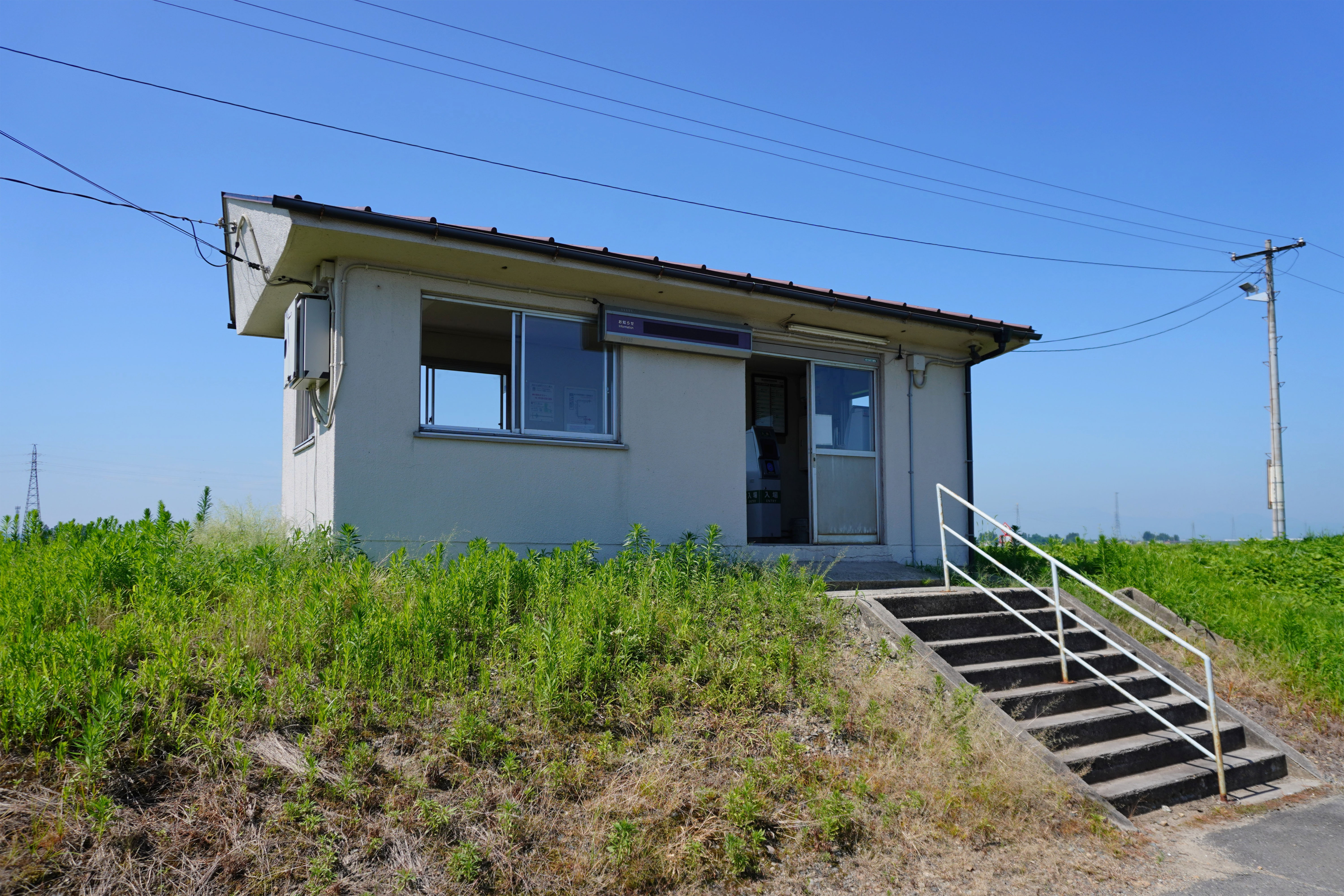
待合室外観（2023年7月）
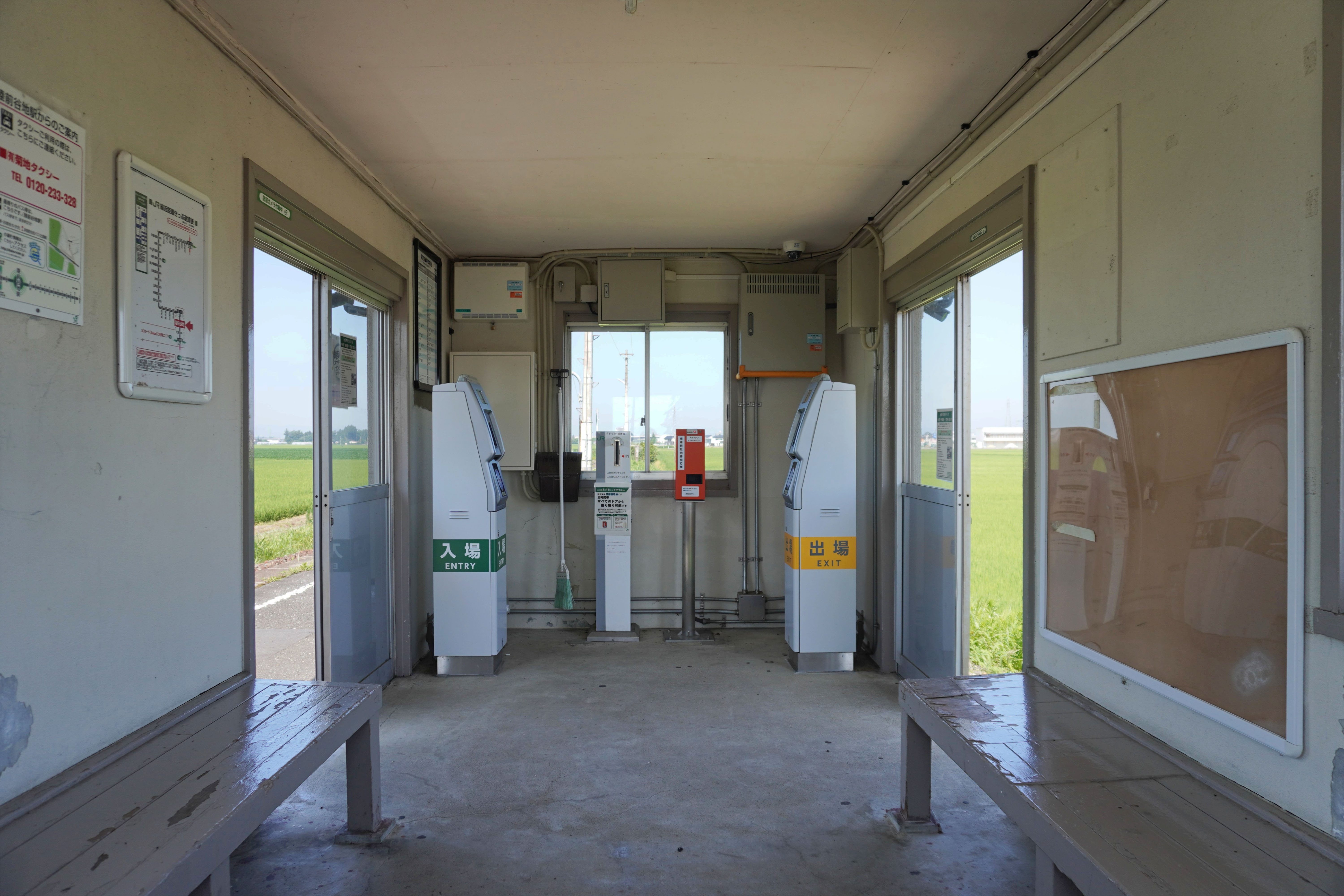
待合室内（2023年7月）

## 駅周辺
住宅は国道沿いに多い。駅南側はほとんどが田んぼである。美里町住民バスの停留所が駅東側にある。
- 国道108号

## 隣の駅
東日本旅客鉄道（JR東日本）
■陸羽東線
北浦駅 - 陸前谷地駅 - 古川駅